# 綿循
和恪郡王綿偱（1758年8月26日—1817年5月23日），和勤親王永璧第四子，母側室李佳氏，其父為唐古塞，和親王系第四代。
他在乾隆二十三年七月（1758年）出生，乾隆四十年正月（1772年）襲封和郡王爵
嘉慶二十二年四月（1817年）他去世，虛齡六十六岁，由三子奕亨襲封，不過需遞降為貝勒襲封。
曾孙光緒六年（1880年）庚辰科进士溥良。